# Mylan
Mylan Laboratories Inc. est une ancienne société basée aux États-Unis dont l'activité principale est la commercialisation de médicaments génériques. En novembre 2020, Mylan a fusionné avec Upjohn, la division des médicaments génériques de Pfizer, pour former Viatris. 
Auparavant, la société était domiciliée aux Pays-Bas, avec des bureaux exécutifs principaux à Hatfield, Hertfordshire au Royaume-Uni et un « centre mondial » à Canonsburg, en Pennsylvanie, dans la banlieue de Pittsburgh. Mylan disposait de sites de production dans plusieurs États américains. Le siège français et EMEA (Europe, Middle-East, Africa) de l'entreprise est situé à Saint-Priest dans la banlieue de Lyon.
La filiale prescription est quant à elle basée dans le 8e arrondissement de Paris. Dénommée Mylan Medical, elle exploite les produits des sociétés Abbott Product et Meda rachetées par Mylan respectivement en 2014 et 2016.

## Histoire
Mylan a été créé en 1961 sous le nom de Milan Pharmaceuticals, par Milan Puskar et Don Panoz, dans la ville américaine de White Sulphur Springs en Virginie-Occidentale. La société a déplacé son siège à Morgantown en Virginie-Occidentale en 1965. La société a commencé par des activités de distribution de médicaments, avant de recevoir en 1966, l'autorisation de produire des comprimés de pénicilline G.
En 2007, le groupe Mylan s'est porté acquéreur de l'activité générique du groupe de pharmacie/chimie allemand Merck KGaA.
En 2013, Mylan acquiert la filiale Agila du groupe indien India's Strides Arcolab pour environ 1,6 milliard de dollars.
En juillet 2014, Abbott vend son activité générique en dehors des États-Unis à Mylan pour 5,3 milliards de dollars. Par cette opération, Mylan déménage son siège social aux Pays-Bas.
En février 2015, Mylan acquiert Famy Care, une entreprise pharmaceutique indienne spécialisée dans les contraceptifs, pour 800 millions de dollars.
En avril 2015, Mylan lance une offre d'acquisition sur l'entreprise américaine Perrigo spécialisée dans les médicaments en vente libre, pour 29 milliards de dollars. Juste après cette offre d'acquisition sur Perrigo, Teva lance une offre d'acquisition non sollicitée de 40 milliards de dollars sur Mylan. En juillet 2015, cette dernière offre d'acquisition tombe à l'eau à la suite de l'opposition d'un important actionnaire de Mylan, dans le même temps Teva acquiert les activités de génériques d'Allergan pour 40,5 milliards de dollars. En novembre 2015, l'offre d'acquisition sur Perrigo de la part de Mylan est un échec.
En février 2016, Mylan lance une offre d'acquisition de 7,2 milliards de dollars, hors reprise de dette, sur l'entreprise suédoise Meda. Mylan avait déjà lancé une offre d'acquisition sur Meda en 2014.
En décembre 2016, Mylan annonce une restructuration induisant une réduction d'un peu moins de 10 % de ses effectifs.
En juillet 2019, Pfizer annonce la fusion de Upjohn, sa division produits matures (médicaments dont les brevets sont échus), avec Mylan, créant un nouvel ensemble ayant 20 milliards de chiffres d'affaires et détenu à 57 % par les actionnaires de Pfizer,. Ce nouvel ensemble est nommé Viatris.

## Principaux actionnaires
Au 5 mars 2020:
| The Vanguard Group           | 10,9 % |
| Wellington Management        | 10,5 % |
| Icahn Associates             | 5,09 % |
| Perry Corp. (New York)       | 4,63 % |
| SSgA Funds Management        | 4,53 % |
| Pzena Investment Management  | 4,03 % |
| Fairholme Capital Management | 2,67 % |
| BlackRock Fund Advisors      | 2,56 % |
| Paulson & Co.                | 2,33 % |
| Geode Capital Management     | 1,99 % |

## Scandales et critiques
En France, malgré les alertes, une autorisation de mise sur le marché  (AMM) est délivrée le 10 mars 2008 pour deux génériques du Mediator aux laboratoires Merck Génériques et Qualimed, acquis ensuite par Mylan. Ils seront commercialisés en France environ deux mois jusqu'au retrait de ce médicament.
Aux Etats-Unis, où Mylan acquiert les droits de commercialisation (stylo injecteur d'adrénaline) en 2007 en marge de l'acquisition des activités génériques de Merck KgAA, une controverse existe quant à l'augmentation régulière du prix du produit pour atteindre en 2016 une augmentation  d'environ 500 % par rapport à son prix en 2009, provoquant une série de critiques sur la méthode. À cette époque, l'EpiPen détenait environ 90% du marché.

## Communication

### Campagne de communication
Mylan lance en 2015 sa première campagne de communication en direction du grand public. 

### Activité de lobbying

#### Auprès des institutions de l'Union européenne
Mylan est inscrit depuis 2016 au registre de transparence des représentants d'intérêts auprès de la Commission européenne. Il déclare en 2018 pour cette activité  des dépenses d'un montant compris entre 100 000 et 200 000 euros.

#### Aux États-Unis
Selon le Center for responsive politics, les dépenses de lobbying de Mylan aux États-Unis s'élèvent en 2015 à 1 550 000 dollars.